# Direct Access Archive
Direct Access Archive lub DAA – format obrazu dysku opracowany przez PowerISO Computing dla oprogramowania PowerISO. Format umożliwia kompresję, ochronę hasłem i dzielenie pliku na wiele części.
Obecnie nie ma opublikowanych informacji o formacie. Format obsługują m.in. popularne programy MagicISO, UltraISO czy Daemon Tools. Dostępne są również różne bezpłatne i otwarte pakiety do konwersji DAA na obrazy ISO.

## Konwersja
PowerISO zapewnia bezpłatne narzędzia wiersza polecenia dla systemów Linux i Mac OS X, które pozwalają użytkownikowi wyodrębnić pliki DAA lub przekonwertować je na format ISO, jednak narzędzia te nie zostały zaktualizowane w celu obsługi najnowszej wersji formatu DAA. Wersja trial PowerISO dla systemu Windows obsługuje tylko konwersję obrazów z plików DAA do 300 MB, mniej niż połowa pojemności standardowej płyty CD.
AcetoneISO to otwarty program do zarządzania płytami CD/DVD dla systemu Linux, która może konwertować DAA na ISO za pomocą zewnętrznego narzędzia wiersza polecenia PowerISO dla systemu Linux.
daa2iso to otwarty program wiersza poleceń, stworzony do konwertowania obrazów DAA na obrazy ISO. Program dostarczany jest w archiwum zip formie pliku .exe dla systemu Windows i kodu źródłowego możliwego do skompilowania na systemach Uniksopodobnych. daa2iso pozwala użytkownikowi na wybranie źródłowego pliku .daa, i lokalizacji wyjściowego obrazu .iso poprzez standardowe okna dialogowe otwierania i zapisu.
Dla systemu Mac OS X – DAA Converter, będący graficzną nakładką na program daa2iso.

## Funkcje
Ze względu na stosowanie wolnodostępnych algorytmów kompresji, DAA zawiera następujące funkcje, których nie ma w ISO (ale można je uzyskać ręcznie kompresując pliki ISO):
- Możliwość kompresji obrazów, oszczędzając w ten sposób miejsce i umożliwiając mniejsze pobieranie,
- Może być chroniony hasłem,
- Może być podzielony na wiele mniejszych plików.